# واولری
واولری (به فرانسوی: Vaulry) یک کمون در فرانسه است که در Canton of Nantiat واقع شده‌است.

## خصوصیات
واولری ۱۶٫۰۳ کیلومترمربع مساحت و ۴۱۵ نفر جمعیت دارد.